# جامعة إسطنبول أيدن
جامعة اسطنبول ايدن، هي جامعة خاصة تأسست بتاريخ 18 مايو 2007، في اسطنبول، تركيا امتدادًا لسلفها، الكلية المهنية الأناضول BIL التي كانت موجودة منذ 26 سبتمبر 2003.
الجامعة مركز تقني مبني على مساحة 175,000 م2 (1,880,000 قدم2). المساحة المغطاة الحالية 3,000 م2 (32,000 قدم2) إلى 30,000 م2 (320,000 قدم2) عند اكتمال بناء تكنوبارك.

## تاريخ
بناءً على شعار "إلى مستقبل مشرق"، تم إنشاء جامعة ايدن في تركيا في العام 2007 من قبل مؤسسة الأناضول للتربية والثقافة (AKEV) مع طاقم أكاديمي من ذوي الخبرة اكتسب أعضاؤه شهرة لدراساتهم العلمية في تركيا والعالم ومع يقع الحرم الجامعي في وسط اسطنبول.

## التسجيل في جامعة اسطنبول آيدن
لاستيفاء شروط التسجيل في جامعة ايدن يلزم الأوراق التالية:
بوابة التسجيل الاكتروني
1. نسخة أصلية عن الشهادة الثانوية بمعدل لا يقل عن 60% وهو معدل القبول في جامعة ايدن الذي تشترطه الجامعة، ويجب أن تكون النسخة مترجمة الى اللغة الانجليزية او التركية ومصدقة من النوتر.
2. نسخة عن كشف علامات للمرحلة الثانوية مترجمة الى اللغة الانجليزية او التركية ومصدقة من النوتر.
3. في حال رغبة الطالبة بدراسة تخصصه باللغة الإنجليزية يشترط للتسجيل شهادة اتقان اللغة الانجليزية توفل بدرجة 66 على الأقل لمرحلة البكالوريوس و بدرجة 79 على الأقل لمرحلة الماجستير.
4. في حال رغبة الطالب بدراسة التخصص باللغة التركية يشترط للتسجيل شهادة اللغة التركية تومر بمستوى B1 لمرحلة البكالوريوس ومستوى C1 لمرحلة الماجستير.[6]

## الأندية الطلابية في جامعة ايدن
تولي جامعة ايدن لاحتياجات طلابها و نشاطاتهم في مختلف المجالات اهتماما كبيرا حيث تضم 60 نادي طلابي يتم من خلاله تنظيم الفعاليات والمهرجانات لتتيح للطلاب فرصة ممارسة نشاطاتهم التي يحبونها كما توفر لهم فرصة اقامة صداقات وبالتالي تسهل عليهم الاندماج في الحياة الجامعية، حيث يستطيع الطالب عمل  تسجيل الكتروني على جامعة ايدن وذلك للانضمام لنواديها الطلابية المتعددة والتي نذكر منها:
- نادي اللغة العربية.
- نادي المسرح.
- نادي العلاج الطبيعي واعادة التاهيل.
- نادي أكاديمية الطيران المدني.
- نادي الرقص.
- نادي الرياضة الالكتروني.
- نادي الصحافة.
- نادي الحقوق.
- نادي الموسيقى.
- نادي المحاسبة والمالية.
- نادي الإرشاد النفسي.
- نادي طلاب الطب.
- نادي إدارة الموارد البشرية.
- نادي الفكر والنشاط الإسلامي.
- نادي الهلال الاحمر.
- نادي السياسة والدبلوماسية.
- نادي إدارة المشاريع
- نادي محاربة التدخين.
- نادي الخدمة والتضامن الاجتماعي.
- نادي البرمجيات.[7]

## الكليات
تتكون الجامعة من عشر كليات.
- كلية الآداب والعلوم
- كلية الاتصالات
- كلية طب الأسنان
- كلية الاقتصاد والعلوم الادارية
- كلية التربية
- كلية الهندسة - العمارة
- كلية الفنون الجميلة
- كلية الحقوق
- كلية الطب[8]

## وصلات خارجية
- الموقع الرسمي لجامعة اسطنبول أيدين
- رابط التسجيل الاكتروني
- تاريخ تأسيس جامعة اسطنبول ايدن
- منح جامعة اسطنبول ايدن